# Jake Holmes

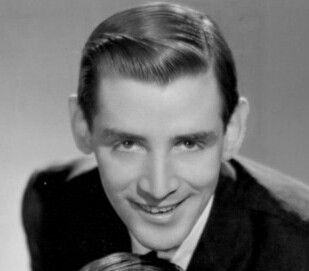
Jake Holmes

Jake Holmes (* 18. Dezember 1939 in San Francisco, Kalifornien) ist ein US-amerikanischer Folk-Sänger und Songwriter. Bekannt wurde er durch seinen 1967 veröffentlichten Titel Dazed and Confused, der durch die 1969 veröffentlichte Version von Led Zeppelin populär gemacht wurde.

## Diskografie

### Alben
- 1967: “The Above Ground Sound” of Jake Holmes
- 1968: A Letter to Katherine December
- 1969: Jake Holmes
- 1970: So Close, So Very Far to Go
- 1972: How Much Time

### Singles
- 1967: You Can’t Get Love
- 1967: Dazed and Confused
- 1967: Geniune Imitation Life
- 1968: Saturday Night
- 1969: How Are You?
- 1969: The Very First Time
- 1969: Leaves Never Break
- 1970: So Close
- 1970: How Are You
- 1972: Silence
- 1972: Trust Me